# جیمز بوش
جیمز بوش (انگلیسی: James Bush؛ ‏ ۴ اکتبر ۱۹۰۷ – ۹ آوریل ۱۹۸۷) بازیگر اهل ایالات متحده آمریکا بود.
از فیلم‌هایی که وی در آن نقش داشته‌است، می‌توان به فرودگاه مرکزی، جوان و زیبا، یک دختر، یک مرد و یک ملوان، گروهبان یورک، ایسلند، جلادان هم می‌میرند، دیوانگان رقص، نیروی هوایی، آوای جنگل، صدای بلند، ویلسون، بازگشت به خانه، از درون گذشته و به شکار ارواح می‌رویم اشاره کرد.